# Вайт-Гейвен (Монтана)
Вайт-Гейвен (англ. White Haven) — переписна місцевість (CDP) в США, в окрузі Лінкольн штату Монтана. Населення — 499 осіб (2020).

## Географія
Вайт-Гейвен розташований за координатами 48°20′52″ пн. ш. 115°30′58″ зх. д. / 48.34778° пн. ш. 115.51611° зх. д. (48.347765, -115.515999).  За даними Бюро перепису населення США в 2010 році переписна місцевість мала площу 2,56 км², уся площа — суходіл.

## Демографія
Згідно з переписом 2010 року, у переписній місцевості мешкало 577 осіб у 250 домогосподарствах у складі 155 родин. Густота населення становила 225 осіб/км².  Було 283 помешкання (110/км²).
Расовий склад населення:
| - 95,3 % — білих - 0,7 % — корінних американців - 0,2 % — азіатів |

До двох чи більше рас належало 3,8 %. Частка іспаномовних становила 0,9 % від усіх жителів.
За віковим діапазоном населення розподілялося таким чином: 22,7 % — особи молодші 18 років, 58,8 % — особи у віці 18—64 років, 18,5 % — особи у віці 65 років та старші. Медіана віку мешканця становила 44,8 року. На 100 осіб жіночої статі у переписній місцевості припадало 101,7 чоловіків;  на 100 жінок у віці від 18 років та старших — 92,2 чоловіків також старших 18 років.
Середній дохід на одне домашнє господарство  становив 30 729 доларів США (медіана — 17 917), а середній дохід на одну сім'ю — 41 465 доларів (медіана — 48 036). За межею бідності перебувало 34,2 % осіб, у тому числі 43,3 % дітей у віці до 18 років та 17,1 % осіб у віці 65 років та старших.
Цивільне працевлаштоване населення становило 169 осіб. Основні галузі зайнятості: роздрібна торгівля — 30,8 %, будівництво — 23,1 %, освіта, охорона здоров'я та соціальна допомога — 13,0 %, науковці, спеціалісти, менеджери — 11,2 %.